# Констен, Герман

Книга Г. Констена «Тайны. В стране богов и живых Будд» с фотографией автора. 1925 г.

Герман Йозеф Теодор Констен (нем. Hermann Joseph Theodor Consten; 14 марта 1878, Ахен — 4 августа 1957, Ахен) — немецкий путешественник, писатель, исследователь Монголии и Китая.

## Биография
Сын богатого владельца винокуренного предприятия. В 1899—1900 году обучался в специальной сельскохозяйственной школе в Витценхаузене, где готовили кадры для использования в немецких колониях. В сентябре 1900 года получил диплом и отправился в Восточную Африку, где работал помощником владельца плантации. Затем управлял кофейной фермой, основанной дипломатом и археологом Максом фон Оппенгеймом. В 1905 году вернулся в Германию из-за заболевания малярией. В том же году отправился в Москву, стал изучать русский язык и поступил в Лазаревский институт восточных языков, где, вероятно, получил первые базовые знания монгольского языка, а также географию и этнографию населяющих Монголию народов. Был избран членом Императорского Русского географического общества.
В 1907 году Г. Констен отправился в свою первую монгольскую экспедицию, из которой вернулся в 1913 году. Большая часть его экспедиций проходила в районе Чалча Внешней Монголии, где он проводит детальную геодезическую съёмку и проводил сбор этнографической коллекции для России. Кроме того, устанавил контакты с ведущими политическими и религиозными деятелями Монголии, которые доверили ему консульские и эмиссарские обязанности, при этом Г. Констен также поддерживал хорошие отношения с китайскими торговцами. В 1912 году, после падения династии Цин в Китае, Г. Констен стал свидетелем монгольской национальной революции. В том же году он был назначен губернатором Овда и Улиастай.
Благодаря тесному контакту с простыми людьми и их бытом, Г. Констен получил представление о многих аспектах повседневной монгольской жизни. Он интенсивно изучал монгольскую форму буддийского ламаизма. Незадолго до начала Первой мировой войны Г. Констен через Москву вернулся в Германию. Во время мировой войны 1914—1918 гг. с секретной миссией находился в Турции и Венгрии.
В 1919/20 году в Берлине вышла книга Г. Констена «Пастбища монголов». В начале 1920-х годов он поселился в Бад-Бланкенбурге (Тюрингия). Выступал с лекциями, опубликовал несколько книг о Монголии.
В 1927 году Г. Констен отправился в Восточную и Среднюю Азию. На Цейлоне встретился с Альбертом Грюнведелем, откуда направился в Китай. Политические беспорядки и трудности с поставками задержали отъезд экспедиции в Монголию; раннее начало зимы 1928/29 года привело к дополнительным задержкам. На монгольской границе путешественник был арестован и содержался в заключении в течение нескольких месяцев на ледяном холоде, пока ему не разрешили продолжить работу в Улан-Баторе. Оттуда в апреле 1929 года он был депортирован в Китай.
С 1929 по 1950 год Г. Констен жил на окраине Пекина, зарабатывал на жизнь, работая в конюшне. Занимался написанием научных статей о культуре и религии монголов, собирал произведения искусства и монгольские географические карты. Планировал опубликовать монгольскую грамматику и энциклопедию Mongolica. В 1936 году Г. Констен женится на специалисте-японоведе и китаеведе Элеанор фон Эрдберг. В 1950 году супруги вернулись из маоистского Китая в Германию и поселились в Ахене, где в 1957 году Г. Констен и умер.